# The Public Eye
The Public Eye (1992; en español: El ojo público) es una película estadounidense de cine negro escrita y dirigida por Howard Franklin, y producida por Robert Zemeckis y Sue Baden-Powell. Entre el reparto se encuentran Joe Pesci, Barbara Hershey, Stanley Tucci y Richard Schiff, entre otros.
El largometraje está inspirado en el fotógrafo neoyorquino Weegee. De hecho, algunas de las fotos que se muestran en la película fueron tomadas por dicho fotógrafo.

## Sobre el rodaje y el estreno
Aunque la película tiene lugar en Manhattan, se filmó en Chicago, Illinois, Cincinnati, Ohio y Los Ángeles, California, entre el 24 de julio de 1991 y el 28 de octubre de 1991.
Se estrenó en el Festival de Cine de Toronto en septiembre de 1992 y también se exhibió en los festivales de Venecia y Valladolid.

## Reparto
- Joe Pesci como Leon "Bernzy" Bernstein.
- Barbara Hershey como Kay Levit.
- Stanley Tucci como Sal.
- Jerry Adler como Arthur Nabler.
- Dominic Chianese como Spoleto.
- Richard Riehle como el agente O'Brien.
- Max Brooks como Teen en Thompson Street.
- Richard Schiff como el fotógrafo de Thompson Street.
- Christian Stolte como el encargado de la ambulancia.
- Bob Gunton como el agente mayor.
- Jack Denbo como el editor.
- Timothy Hendrickson como Richard Rineman.
- Del Close como H. R. Rineman.

- Datos: Q1029546